# Tisbe (nome)
Tisbe  è un nome proprio di persona italiano femminile.

## Varianti in altre lingue
- Catalano: Tisbe
- Francese: Thisbé
- Greco antico: Θίσβη (Thisbe)[1]
- Inglese: Thisbe
- Latino: Thisbe[1], Tisbe[2]
- Olandese: Thisbe
- Polacco: Tysbe
- Russo: Фисба (Fisba)
- Sloveno: Tisba
- Spagnolo: Tisbe
- Tedesco: Thisbe
- Ucraino: Тісба (Tisba)
- Ungherese: Thiszbé

## Origine e diffusione

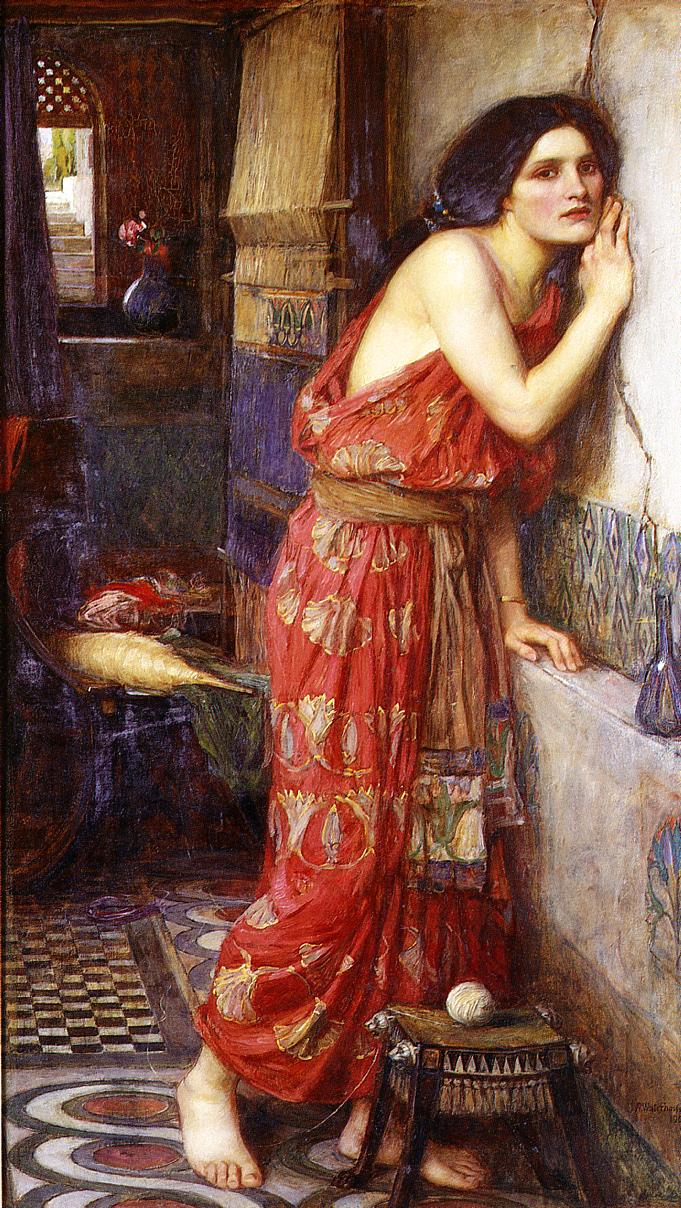
Tisbe, di John William Waterhouse

Nome di tradizione classica, si tratta di una ripresa rinascimentale di quello della protagonista femminile della storia tragica di Piramo e Tisbe. Ad oggi, ha una diffusione molto scarsa.
L'origine del nome è pre-greca, e il suo significato ignoto. Alcune fonti lo ricollegano al nome di Tisbe, oggi Thisvi, un'antica città della Beozia.

## Onomastico
Il nome non è portato da alcuna santa ed è quindi adespota. L'onomastico ricade il 1º novembre, giorno di Ognissanti.

## Persone
- Tisbe Martinengo, nobildonna italiana